# William B. Franke

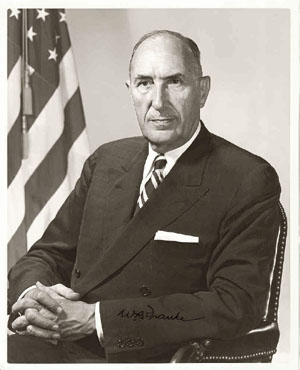
William B. Franke

William Birrell Franke (* 15. April 1894 in Troy, New York; † 30. Juni 1979 in Rutland, Vermont) war ein US-amerikanischer Politiker, der von 1959 bis 1961 als Marinestaatssekretär der Vereinigten Staaten amtierte.

## Leben
William Franke erhielt seine Ausbildung am Pace College im Staat New York. Nach seinem dortigen Abschluss schlug er eine berufliche Laufbahn als Wirtschaftsprüfer (Certified Public Accountant) ein und wurde 1929 Teilhaber eines entsprechenden Büros. Er erwarb sich einen Ruf als Finanzexperte und gehörte in der Folge den Aufsichtsräten mehrerer Industrieunternehmen und Banken an. Später erwarb er auch noch Doktortitel am Pace College sowie an der University of Louisville.
Mit den US-Streitkräften kam Franke erstmals 1948 als Mitglied eines Beratergremiums für den Rechnungsprüfer der US Army in Berührung. 1951 wurde er Sonderberater des Verteidigungsministers für Finanzfragen, ehe er im Jahr 1954 von Präsident Dwight D. Eisenhower zum ersten Assistant Secretary of the Navy mit Zuständigkeit für das Finanzmanagement der US Navy ernannt wurde. Im August 1957 rückte er zum stellvertretenden Marinestaatssekretär (Under Secretary of the Navy) auf und folgte damit Thomas S. Gates, der seinerseits neuer Secretary of the Navy wurde. Nach Gates’ Rücktritt im Juni 1959 wurde Franke erneut dessen Nachfolger.
Die Ernennung zum Leiter des Department of the Navy erfolgte in einer Zeit der Umstrukturierung der US-Streitkräfte. Um dem Konzept der Flexible Response im Kalten Krieg gerecht werden zu können, war eine Modernisierung des Materials und der Bewaffnung notwendig. Dies stand jedoch im Kontrast zu den nicht steigenden Finanzmitteln. Den Großteil des Verteidigungsbudgets erhielt die Air Force, der in einem eventuellen Konfliktfall mit dem Warschauer Pakt eine entscheidende Rolle zugedacht war. Ein Viertel des Gesamtetats stand der Navy zur Verfügung, wobei ein signifikanter Anteil in die neuen Nuklear-U-Boote floss. Mit den restlichen Mitteln fiel Franke die Aufgabe zu, die zum Teil schon im Zweiten Weltkrieg eingesetzten Schiffe aus dem Verkehr zu ziehen und durch moderne neue Schiffe zu ersetzen. Dazu stellte er im Jahr seiner Amtsübernahme fest: „Nur die Schiffe an der Spitze der Prioritätsliste können gebaut, umgebaut oder modernisiert werden.“ Die Qualität der neuen Schiffe sei exzellent, doch ihre Anzahl sei zu klein, um das Problem des Austauschs der alten Schiffe zu bewältigen. Anlass zu kritischen Gedanken fand er auch im Personalbedarf. Die modernen Waffen und Schiffe benötigten nach seiner Meinung Personal, dessen Ausbildung länger und komplexer sein müsse. Hinzu komme aber auch noch, dass viele potenzielle Navy-Mitarbeiter nach Abschluss ihrer Schulung von der Privatindustrie abgeworben würden. So würde mit großem Aufwand nur ein unzureichendes Ergebnis erzielt. Mit einem Bestand von 625.000 aktiven Soldaten und zusätzlichen 175.000 Marines sei die Navy nicht für die Aufgaben der Zukunft gerüstet.
Zum Zeitpunkt, als er diese Bedenken äußerte, stand bereits fest, dass der republikanische Präsident Eisenhower vom Demokraten John F. Kennedy abgelöst würde. Einen Tag vor dessen Amtsübernahme, am 19. Januar 1961, trat Franke als Secretary of the Navy zurück; sein Nachfolger wurde John Connally. William Franke bekleidete anschließend kein öffentliches Amt mehr. Für seine Leistungen wurde er mit dem Distinguished Service Award des Verteidigungsministeriums sowie mit der Presidential Medal of Freedom ausgezeichnet. Er starb am 30. Juni 1979 aufgrund von Komplikationen nach einer Gallenblasenoperation.